# منتخب رواندا للكريكت
منتخب رواندا للكريكت (بالإنجليزية: Rwanda national cricket team)‏ هو ممثل رواندا الرسمي في المنافسات الدولية في الكريكت .